# صبغي 12
الصبغي البشري الثاني عشر (بالإنجليزية: Chromosome 12)‏ وهو أحد ثلاثة وعشرين زوجاً صبغياً بشرياً، والشخص الطبيعي يملك زوجاً من هذا الصبغي ورث أحدهما عن أبيه والآخر من أمه، ويحوي الصبغي 12 حوالي 143مليون زوجاً من نيكليوتيدات الدنا ويمثل تقريباً 4.5% من الدنا الخلوي ، وقد يحوي ما بين 1000 إلى 1300 مورثة من أصل 20 إلى 25 ألف مورثة يقدر وجودها في الإنسان.